# Agrégation de sciences économiques et sociales
Ne doit pas être confondu avec Agrégation d'économie et de gestion ou Agrégation de l'enseignement supérieur.
En France, l'agrégation de sciences économiques et sociales est un concours national de recrutement de la fonction publique d'État pour devenir enseignant en lycée et dans certaines formations de l'enseignement supérieur comme les classes préparatoires aux grandes écoles (prépa ECG, prépa B/L) ou l'université (notamment en tant que PRAG, principalement dans les Unités de formation et de recherche (UFR) de science économique, les UFR de sociologie et les instituts d'études politiques). La première session de ce concours a eu lieu en 1977.
Les professeurs agrégés de sciences économiques et sociales enseignent trois disciplines : l'économie, la sociologie et la science politique. En lycée ils interviennent dans les classes de seconde, ainsi qu'en première et terminale dans un enseignement de spécialité de sciences économiques et sociales du lycée général, préparant au baccalauréat général. Ils sont chargés également des enseignements d'économie et, pour certaines classes, d'économie, sociologie et histoire du monde contemporain (ESH) , dans les Classes préparatoires économiques et commerciales, voie générale. Toujours dans les classes préparatoires aux grandes écoles, ils assurent l'enseignement de sciences sociales des classes d'hypokhâgne et de khâgne B/L "Lettres et sciences sociales", qui préparent notamment aux concours de recrutement des Écoles normales supérieures. Enfin, ils peuvent être chargés de cours dans d'autres formations de l'enseignement supérieur, en particulier à l'université, en sciences économiques ou en sociologie, avec le statut de PRAG.
Pour se présenter au concours de l'agrégation de sciences économiques et sociales, il est nécessaire d'être titulaire au minimum d'un master depuis 2010. Le concours est cependant accessible à certains fonctionnaires, indépendamment de ces conditions de diplômes, notamment ceux titulaires du CAPES.

## Le concours

### Agrégation externe
Le concours externe de l'agrégation de sciences économiques et sociales se compose d'épreuves d'admissibilité et d'épreuves d'admission. En 2011, 23 postes étaient ouverts, comme l'année précédente. En 2012, il y a eu 35 postes ouverts, 40 en 2013, 42 en 2014, 50 en 2015, 49 en 2016, 42 en 2017, et 34 en 2018. 
- Épreuves écrites d’admissibilité :
  - une composition de sciences économiques, portant sur un programme de trois thèmes. Pour 2019, les thèmes au programme sont les suivants : "Histoire de la pensée économique depuis 1945", Économie du travail et Concurrence et marchés (nouveau thème) ;
  - une composition de sociologie, portant sur programme de trois thèmes. Pour 2019, les thèmes au programme sont : Justice et injustices sociales, La mobilité sociale et Objet et démarches de la sociologie (nouveau thème) ;
  - une épreuve à option sous la forme d'une composition proposant deux thèmes au choix : soit d'histoire et de géographie du monde contemporain, soit de droit public et de science politique. Chaque épreuve porte sur un programme respectif de deux thèmes. Pour 2019, les thèmes de droit public et science politique au programme sont Droits et politique et Politiques de la représentation (nouveau thème).

| Épreuve | Durée | Coefficient |
| Épreuves d’admissibilité - récapitulatif                                                                     |       |             |
| 1. Composition de sciences économiques                                                                       | 7 h   | 4           |
| 2. Composition de sociologie                                                                                 | 7 h   | 4           |
| 3. Composition d'histoire et de géographie du monde contemporain, ou de droit public et de science politique | 5 h   | 2           |

Le programme officiel peut être trouvé ici
- Épreuves orales d’admission :
  - une leçon rattachée à un ou plusieurs éléments des programmes de sciences économiques et sociales de l'enseignement secondaire. Cette épreuve porte cependant en réalité sur n'importe quel sujet d'économie ou de sociologie d'actualité et qui s'apparente donc à une épreuve hors programme, suivie d'une discussion avec le jury ;
  - un commentaire d'un dossier portant sur un problème économique et social d'actualité, suivi d'un entretien avec le jury. Le dossier porte sur une question sociologique si la leçon porte sur un sujet économique, et inversement. La présentation du candidat est suivie d'un entretien qui comporte notamment l'évaluation de la compétence dite "agir en fonctionnaire de l’État de façon éthique et responsable" jusqu'en 2014 ;
  - une épreuve de mathématiques et de statistiques appliquées aux sciences économiques et sociales.

| Épreuve                                                           | Préparation | Durée maximale                                          | Coefficient |
| Épreuves d’admission - récapitulatif                              |             |                                                         |             |
| 1. Épreuve de leçon                                               | 6 h         | 1 h, dont 45 min de présentation, 15 min d'entretien    | 5           |
| 2. Commentaire de dossier                                         | 4 h         | 0 h 45, dont 30 min de présentation, 15 min d'entretien | 3           |
| 3. Épreuve de mathématiques et de statistiques appliquées aux SES | 1 h 30      | 0 h 30                                                  | 2           |

### Agrégation interne
Le même principe s'applique au concours interne de l'agrégation de sciences économiques et sociales, ouvert aux candidats justifiant de 5 années de service en tant qu'agent public : 
Épreuves d'admissibilité :
- une composition de sciences économiques et sociales d'une durée de 6 heures (coefficient 6) ;
- une composition élaborée à partir d'un dossier fourni au candidat et portant sur les programmes de sciences économiques et sociales de l'enseignement secondaire d'une durée de 6 heures (coefficient 4).

Épreuves d'admission : 
- une leçon portant sur un élément des programmes de sciences économiques et sociales de l'enseignement secondaire, suivie d'une discussion avec le jury. Durée : 5h50 (5 heures de préparation et 50 minutes de présentation). Coefficient 6 ;
- commentaire d'un dossier (comprenant une partie de mathématiques). Durée : 3h45 (3 heures de préparation et 45 minutes de présentation). Coefficient 4.

Le programme précis des épreuves est publié, chaque année, dans des numéros du Bulletin officiel de l'Éducation nationale.